# Louis Gernet
Louis Gernet, né le 28 novembre 1882 et mort le 29 janvier 1962, est un philologue, juriste et historien français, spécialiste de la Grèce antique.

## Biographie

### Carrière
Admis à l’École normale supérieure en 1902, il est reçu premier à l'agrégation de grammaire en 1905 ; il suit également des cours de droit jusqu'au niveau de la licence. Boursier de la Fondation Thiers, il obtient en 1917 son doctorat ès lettres avec une thèse intitulée Recherches sur le développement de la pensée juridique et morale en Grèce.
Il mène longtemps une carrière universitaire modeste, enseignant le grec à l'Université d'Alger, où il est nommé en 1921, devenant par la suite doyen de la faculté des Lettres. Il acquiert une certaine notoriété par sa participation à la collection « Évolution de l'Humanité » en 1932.
Dans sa jeunesse, il milite dans le groupe des normaliens socialistes et au parti socialiste. Il publie en 1908 sous le pseudonyme de Louis Garnier une brochure sur Le socialisme municipal, l'exemple de l'étranger. En 1948, à 66 ans, il est appelé, aux côtés d'Henri Lévy-Bruhl, au séminaire de sociologie juridique de l'École pratique des hautes études  (VIe section), pour enseigner l'anthropologie historique de la Grèce antique. De 1949 à 1961, il est également secrétaire général de la revue L'Année sociologique, à laquelle il collabore également sous la rubrique « sociologie juridique et morale ».
Pendant la guerre d'Algérie, il signe le Manifeste des 121 titré « Déclaration sur le droit à l’insoumission dans la guerre d’Algérie ». Il dirige par ailleurs le périodique d'opposition communiste Voies Nouvelles, dans lequel paraissent de violentes critiques à l'égard d'une politique qui refuse l'indépendance de l'Algérie.

### L'helléniste novateur
Comme l'écrit son disciple Jean-Pierre Vernant en 1962 : « Élève de Durkheim, ami de Mauss et de Granet, Louis Gernet est en France le premier à avoir abordé l’étude des civilisations anciennes dans une perspective sociologique ou, pour mieux dire, anthropologique. »
Cette orientation est illustrée par Vernant et par plusieurs autres historiens : Pierre Vidal-Naquet, Marcel Detienne, Nicole Loraux, etc.

## Le Centre Louis Gernet (ANHIMA)
En 1964, deux ans après la mort de Gernet, Jean-Pierre Vernant fonde le Centre Louis Gernet, rattaché à l'EPHE puis à l'EHESS, consacré aux recherches comparées sur les sociétés anciennes (en 2009, UMR 8567 du CNRS), dont il est le premier directeur, suivi de Pierre Vidal-Naquet, de François de Polignac (2006-2014) et de Violaine Sebillotte Cuchet (depuis 2014).
En 2010, le Centre Louis Gernet fusionne avec le Centre Gustave Glotz (Mondes hellénistiques et romain) et avec Phéacie (Pratiques culturelles dans les sociétés grecque et romaine) pour former le laboratoire ANHIMA (Anthropologie et histoire des mondes antiques, UMR 8210 du CNRS)
.

## Publications
- Recherches sur le développement de la pensée juridique en Grèce ancienne, thèse principale pour le doctorat ès lettres, Université de Paris, Paris, Leroux, 1917 (réédition : Albin Michel, 2001).
- Platon : Lois, livre IX : traduction et commentaire, thèse complémentaire pour le doctorat ès lettres, Université de Paris, Paris, Leroux, 1917.

- Prix Jules-Janin 1920 de l’Académie française
- Louis Gernet et André Boulanger, Le génie grec dans la religion, Paris, La Renaissance du livre, 1932.
- Droit et société dans la Grèce ancienne, Publications de l'Institut de droit romain de l'Université de Paris, t. XIII, 1955.
- Anthropologie de la Grèce antique, Paris, Maspero, 1968.
- Les Grecs sans miracle (textes réunis et présentés par Riccardo Di Donato, préface de Jean-Pierre Vernant), Paris, La Découverte/Maspero, 1983.

Traductions
Il a traduit et commenté pour la Collection des universités de France (CUF) :
- Lysias, Discours.
- Antiphon, Discours.
- Platon, Lois, livres I et II.